# Allodin Fothergill
Allodin Fothergill (ur. 2 lipca 1987) – jamajski lekkoatleta specjalizujący się w biegach sprinterskich.
W 2006 zajął szóste miejsca w biegu na 400 metrów oraz sztafecie 4 x 400 metrów na mistrzostwach świata juniorów w Pekinie. Wraz z kolegami z reprezentacji zajął w biegu rozstawnym 4 x 400 metrów piąte miejsce na igrzyskach panamerykańskich (2007) oraz brał udział w igrzyskach olimpijskich (2008). Stawał na podium igrzysk Ameryki Środkowej i Karaibów latem 2010. W 2011 zdobył brązowy medal mistrzostw świata w biegu sztafetowym 4 x 400 metrów. Brązowy medalista halowych mistrzostw świata w Sopocie (2014).
Rekord życiowy w biegu na 400 metrów: 45,24 (26 lipca 2010, Mayagüez). 